# Dolichopus sexarticulatus
Dolichopus sexarticulatus är en tvåvingeart som beskrevs av Friedrich Hermann Loew 1864. Dolichopus sexarticulatus ingår i släktet Dolichopus och familjen styltflugor. Inga underarter finns listade i Catalogue of Life.